# Chipiu noiron
Poospiza whitii
Espèce
Synonymes
Poospiza nigrorufa whitii
Le Chipiu noiron (Poospiza whitii) est une espèce de passereaux appartenant à la famille des Thraupidae.

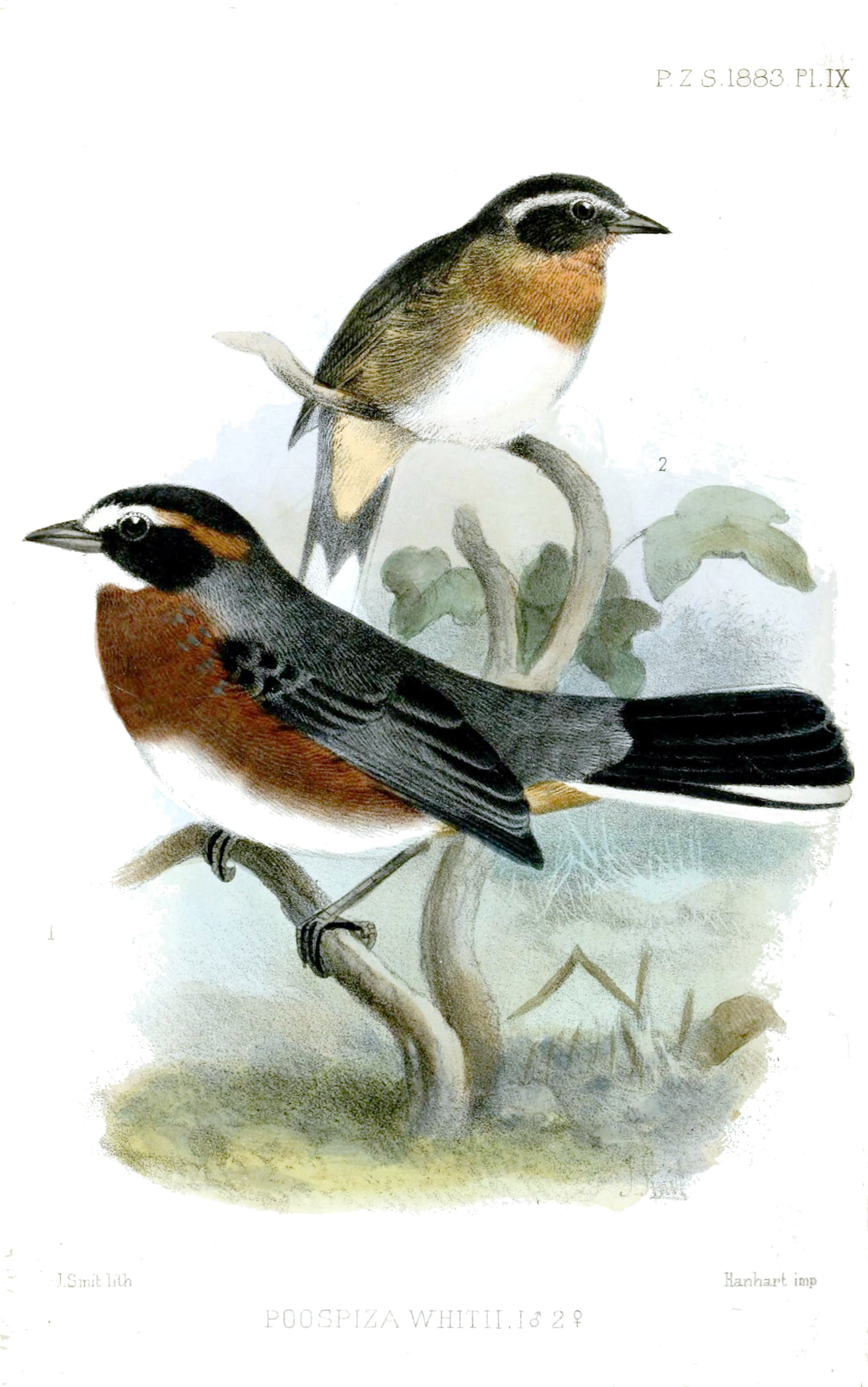
Un couple (la femelle est en haut)
dessiné par Joseph Smit